# مصادر الطاقة المتجددة والتخفيف من آثار التغير المناخي
نشرت اللجنة الدولية للتغيرات المناخية في الأمم المتحدة مقالاً خاصاً بمصادر الطاقة المتجددة والتخفيف من آثار التغير المناخي  في 9 مايو/أيار 2011. وقد وُضع التقرير تحت إشراف أوتمار إدنهوفر والذي يقيّم به القدرة العالمية على استخدام الطاقة المتجددة للحماية من التغير المناخي. وهذا التقرير الخاص  يوفّر تغطية أوسع للطاقة المتجددة عن تقرير تقييم التغير المناخي الذي أصدر عام 2007 بالإضافة إلى التغطية القوية والآمنة للموارد المتجددة. 
يمكن أن تساهم الطاقة المتجددة في «التنمية الاجتماعية والاقتصادية، والوصول إلى الطاقة، وتأمين إمدادات الطاقة، والتخفيف من آثار تغير المناخ، والحد من الآثار البيئية والصحية السلبية». وفي ظل الظروف المواتية، توجد وفرة في التكاليف مقارنة باستخدام الطاقة غير المتجددة.

## التاريخ
في وقت سابق، قامت اللجنة الدولية للتغيرات المناخية بالأمم المتحدة باختبار كلا من الطاقة المتجددة وكفاءة الطاقة في تقرير تقييمها الرابع، والذي نُشر عام 2007، غير أن الأعضاء قرروا أن تجارة الطاقة المتجددة تستحق تغطية إضافية متعمقة نظرا لأهميتها في الحد من انبعاثات الكربون.
تمت الموافقة على الخطوط العريضة للتقرير الخاص  بمصادر الطاقة المتجددة والتخفيف من آثار تغير المناخ  في الاجتماع العام للجنة الدولية للتغيرات المناخية في بودابست في أبريل / نيسان 2008. وتمت الموافقة على التقرير النهائي في الدورة الحادية عشرة للفريق العامل الثالث لللجنة الدولية للتغيرات المناخية، 2011، في أبوظبي. وتتناول الشبكة معلومات احتياجات صانعي السياسات والقطاع الخاص والمجتمع المدني بطريقة شاملة وستقدم معلومات قيمة لمنشورات أخرى لللجنة الدولية للتغيرات المناخية، بما في ذلك التقرير التقييمي الخامس للجنة. وقد استطاعت اللجنة  النشر في 9 مايو 2011.
يهدف التقرير الخاص إلى توفير فهم أفضل ومعلومات أوسع عن إمكانيات التخفيف من استهلاك مصادر الطاقة المتجددة: الجدوى التكنولوجية والإمكانات الاقتصادية ووضع السوق والتكاليف والمنافع الاقتصادية والبيئية والتأثيرات على أمن الطاقة والمنافع المشتركة في تحقيق التنمية المستدامة والفرص وأوجه التآزر والخيارات والقيود التي تعترض الاندماج في نظم إمدادات الطاقة وفي المجتمعات ".

## النتائج الرئيسية
يمكن أن تساهم الطاقة المتجددة في «التنمية الاجتماعية والاقتصادية، والوصول إلى الطاقة، وتأمين إمدادات الطاقة، والتخفيف من آثار تغير المناخ، والحد من الآثار البيئية والصحية السلبية».
في التقرير، قال الفريق الحكومي الدولي المعني بتغير المناخ إنه «نظرا لأن نظم البنية التحتية والطاقة تتطور، على الرغم من التعقيدات، فإن هناك حدودا تكنولوجية أساسية قليلة، إن وجدت، لإدماج حافظة تكنولوجيات الطاقة المتجددة لتلبية حصة الأغلبية من إجمالي الطلب على الطاقة في المواقع حيث توجد موارد متجددة مناسبة أو يمكن توفيرها». وفي ظل الظروف المواتية، توجد وفورات في التكاليف مقارنة باستخدام الطاقة غير المتجددة. سيناريوهات الهيئة الحكومية الدولية المعنية بتغير المناخ «تشير عموما إلى أن النمو في الطاقة المتجددة سيكون منتشرا في جميع أنحاء العالم».. وقال الفريق الحكومي الدولي المعني بتغير المناخ إنه إذا كانت الحكومات داعمة، وأن مجموعة كاملة من التكنولوجيات المتجددة قد نشرت، فإن الطاقة المتجددة يمكن أن تشكل حوالي 80٪ من إمدادات الطاقة في العالم خلال أربعة عقود.. وقال راجيندرا باشوري، رئيس الهيئة الحكومية الدولية المعنية بتغير المناخ، إن الاستثمار اللازم في مصادر الطاقة المتجددة لن يكلف سوى حوالي 1٪ من الناتج المحلي الإجمالي العالمي سنويا. ويمكن لهذا النهج أن يحافظ على تركيزات الغازات الدفيئة إلى أقل من 450 جزءا في المليون، وهو المستوى الآمن الذي يصبح بعده تغير المناخ كارثيا ولا رجعة فيه.

## مصادر
1. ↑  Harvey، Fiona (9 مايو 2011). "Renewable energy can power the world, says landmark IPCC study". الغارديان. مؤرشف من الأصل في 2011-05-09. اطلع عليه بتاريخ 2011-05-09.
2. ↑  "Special Report on Renewable Energy Sources and Climate Change Mitigation". Intergovernmental Panel on Climate Change. مؤرشف من الأصل في 2011-05-09. اطلع عليه بتاريخ 2011-05-09.
3. ↑  REN21 (2011). "Renewables 2011: Global Status Report" (PDF). ص. 51. مؤرشف من الأصل (PDF) في 2012-05-13.{{استشهاد ويب}}:  صيانة الاستشهاد: أسماء عددية: قائمة المؤلفين (link)
4. ↑  Scoping Paper: IPCC Special Report نسخة محفوظة 15 مايو 2017 على موقع واي باك مشين. [وصلة مكسورة]
5. ↑  Special Report on Renewable Energy Sources and Climate Change Mitigation نسخة محفوظة 23 أبريل 2016 على موقع واي باك مشين.
6. ↑  IPCC Activities نسخة محفوظة 06 ديسمبر 2017 على موقع واي باك مشين. [وصلة مكسورة]
7. ↑  IPCC (2011). "Special Report on Renewable Energy Sources and Climate Change Mitigation" (PDF). Cambridge University Press, Cambridge, United Kingdom and New York, United States. ص. 17. مؤرشف من الأصل (PDF) في 2016-04-08.
8. ↑  IPCC (2011). "Special Report on Renewable Energy Sources and Climate Change Mitigation" (PDF). Cambridge University Press, Cambridge, United Kingdom and New York, NY, United States. ص. 22. مؤرشف من الأصل (PDF) في 2016-04-08.
9. ↑  Fiona Harvey (9 مايو 2011). "Renewable energy can power the world, says landmark IPCC study". The Guardian. مؤرشف من الأصل في 2019-03-27.

## وصلات خارجية
- لا بيانات لهذه المقالة على ويكي بيانات تخص الفن

- IPCC SRREN: Full Report